# 帖克
帖克，又名特克、捷克、捷金，是土库曼斯坦主要部族。帖克部主要分布在土库曼斯坦西南部地区，占据全国三分之一以上的人口，超过160万人。土库曼斯坦独立后的总统均出自帖克部。

## 词源
有记载称，的意思是野山羊，尤其指羊群中的的雄性首领山羊。这个词在现代土库曼语里的含义也是“雄山羊”。

## 历史
早在7世纪，帖克人的祖先烏古斯人迁移到了河中地区。
在19世纪30年代，帖克人开始在马雷附近的穆尔加布河下游三角洲定居。又从这里出发，迁徙到了克孜勒阿尔瓦特（今称谢尔达尔），最终分裂为两部，一部名为阿哈尔帖克（Ahal-Teke），居于克孜勒阿尔瓦特和盖韦尔斯（Gäwers）之间，另一部名为梅尔夫帖克（Merv Teke)，主要分布在捷詹河和穆尔加布河之间。
阿哈尔帖克和梅尔夫帖克被克佩特山脉以北的波斯控制区達爾加茲隔开。帖克人名义上认波斯为宗主国，但实际上独立自治，与波斯关系相当紧张。帖克人以劫掠抓捕奴隶，并在希瓦和布哈拉的市场上出售而闻名。有记载称，波斯国王曾悬赏在边境劫掠的土库曼人的首级以每个五枚土曼的价格。19世纪，波斯曾为平息帖克人发动入侵，受到了帖克人的军事抵抗。
19世纪80年代，俄罗斯对帖克人展开殖民侵略。1879年，俄罗斯军队入侵帖克人，进行了第一次盖奥克泰佩战役，结果被帖克人击败。1880年至1881年间，俄罗斯军队再次入侵，并在第二次盖奥克泰佩战役中大获全胜，沙俄将土库曼斯坦地区纳入治下。投降后，帖克部落首领奥韦兹穆拉特·狄克玛谢尔达尔（Ovezmurat Dykma-Serdar）被任命为俄罗斯帝国的陆军少校。1884年，俄罗斯占领了梅尔夫，完成了对帖克人的征服。
被沙皇俄国征服之后，帖克人在一定程度上保证了社会秩序和治安，主要收入来源也从奴隶贸易转向养羊等畜牧业。

## 文化

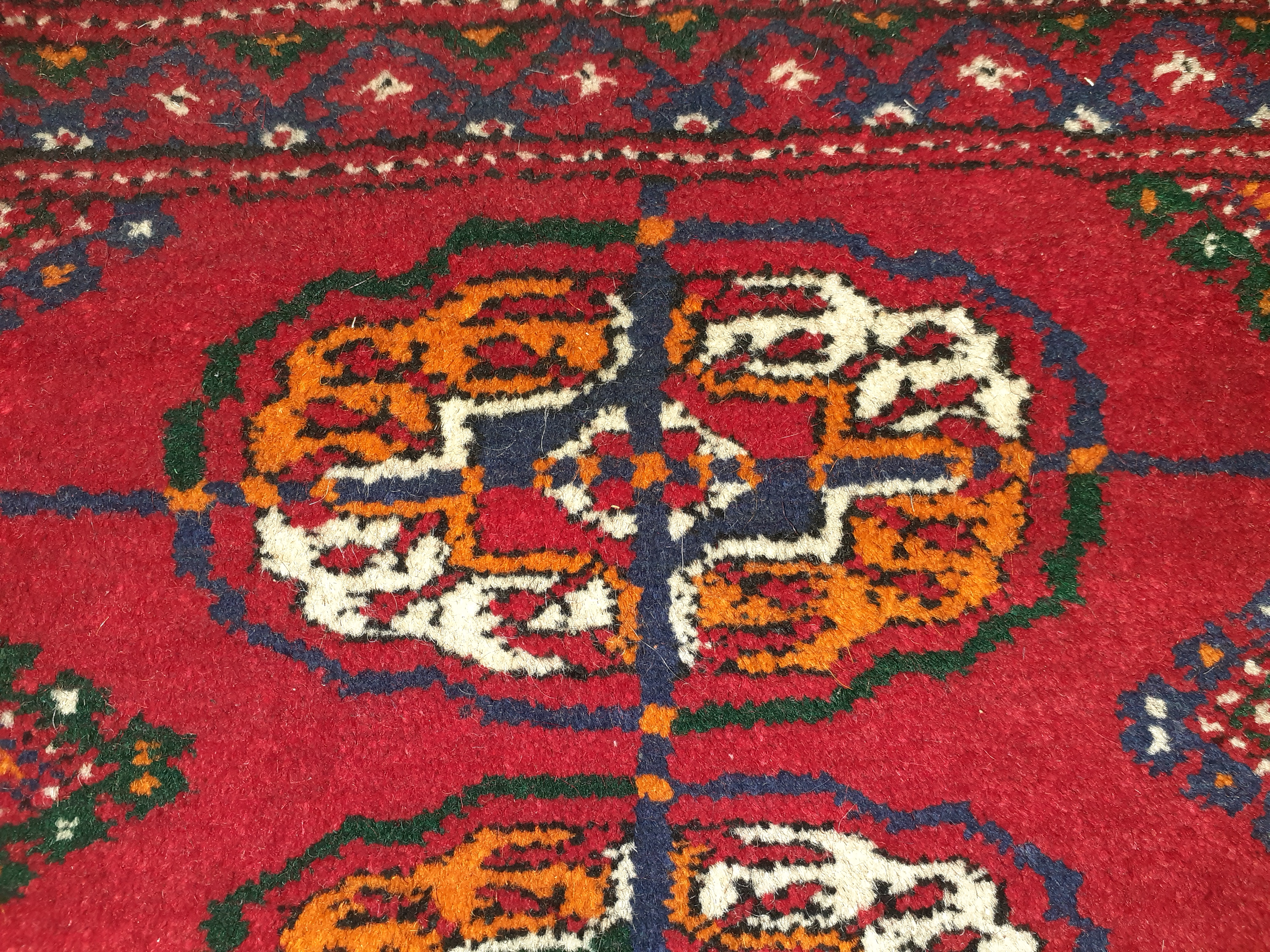
地毯上典型的帖克团花图案

历史上，每个土库曼部族都有自己独特的地毯图案、服装、头饰和方言。帖克人的地毯通常采用标准帖克团花图案，它在所有土库曼团花图案中变化最少的，并且随着时间的推移变化最小。这种设计也被称为皇家布哈拉。它通常是通过相交的蓝色或黑色线条连接起来，是一个类似椭圆的八边形，通常不超过四英寸高八英寸宽。次级团花图案是菱形的，它有时被称为“狼蛛”。

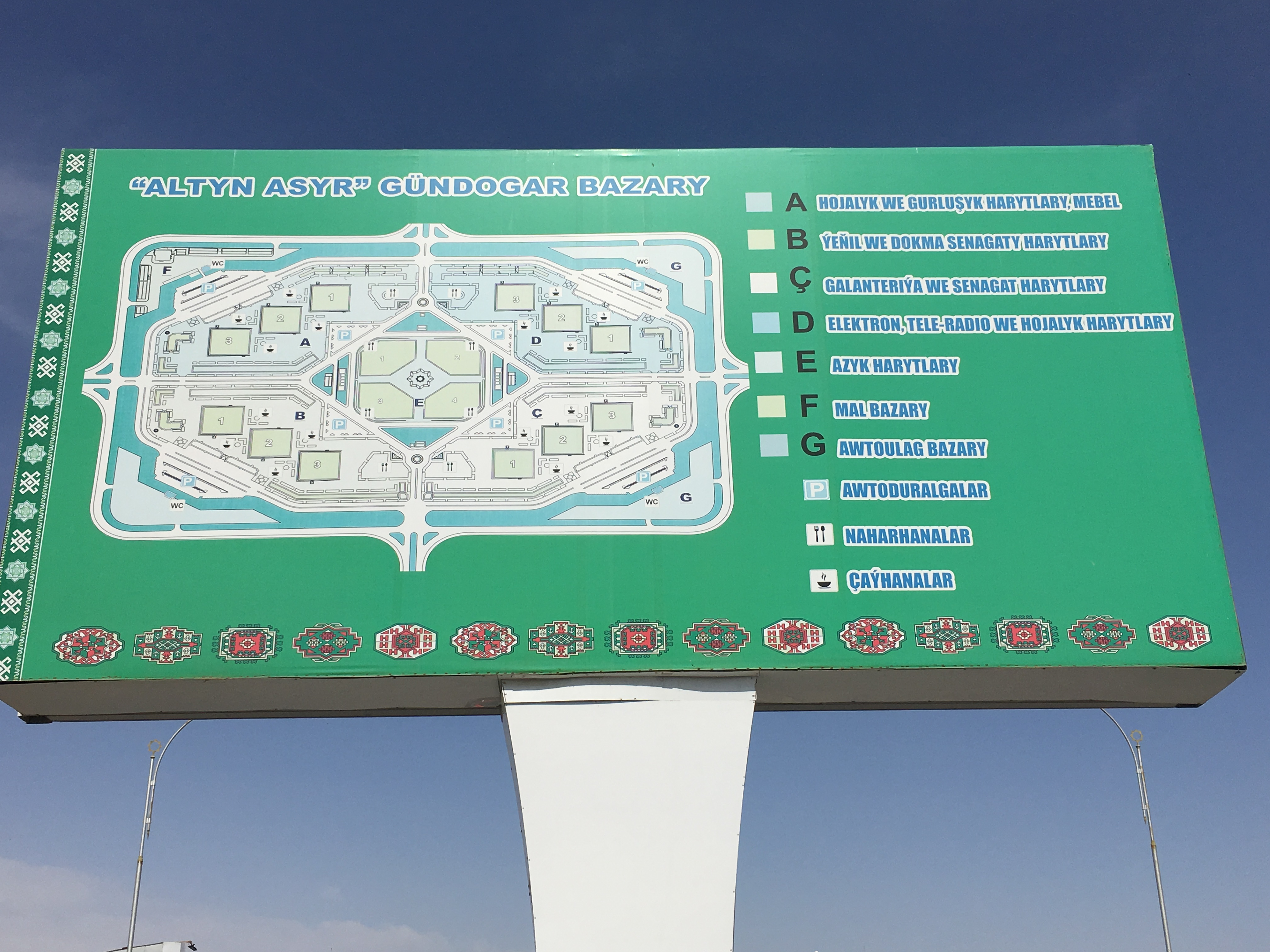
阿尔金·阿西尔大巴扎布局地图照片

在土库曼斯坦首都阿什哈巴德，阿尔金·阿西尔大巴扎的布局就借鉴了帖克团花图案的设计。
在土库曼斯坦国旗上也出现了帖克团花图案，国旗左侧的褐色竖条自上而下排列着五种地毯图案，最顶端的就是帖克团花。

## 人口统计
帖克部族可以被分为阿哈尔帖克（Ahal-Teke）和梅尔夫帖克（Merv Teke)两部。同时，帖克部族中存在着四个大宗族，分别是瓦基尔（Wakil，一写）、贝格（Beg）、苏茨穆兹（Suchmuz）和布克希（Bukshi）。其中瓦基尔和贝格被认为有一个名为托斯塔米什（Toctamish）的共同祖先，所以也被统称为托斯塔米什，同样地，苏茨穆兹和布克希也被统称为他们的共同祖先奥塔米什（Otamish）。
1879年，俄罗斯的军官估计过阿哈尔帖克的人口，大约是“三万顶帐篷”，能供养起一支包含“五万个武装男性士兵，其中两万人是骑兵，余下是步兵”的军队。帖克人主要在盖奥克泰佩和阿什哈巴德之间活动，更东边还有两个村庄，分别是阿瑙（Anau）和盖韦尔斯（主体人口加起来应有四五万人。
1881年，有估计称阿哈尔帖克有约25,000顶帐篷，梅尔夫帖克有约40,000顶帐篷，以每顶帐篷包括5人计算，帖克部族人口大约有325,000人。
今天，帖克部族成员主要聚集在土库曼斯坦西南部地区，占据全国三分之一以上的人口，超过160万人。（截止2014年）
苏联时代的民族政策曾致力于消除土库曼斯坦人的部族认同，但当前部族身份在土库曼斯坦社会生活语境中仍然重要。帖克人，尤其阿哈尔帖克人，以政治传统支配着今天土库曼斯坦的政治结构，土库曼斯坦独立后的3位总统薩帕爾穆拉特·阿塔耶維奇·尼亞佐夫、库尔班古力·别尔德穆哈梅多夫和谢尔达尔·别尔德穆哈梅多夫均出自阿哈尔帖克部族

## 延伸阅读
- Clement, Victoria. . University of Pittsburgh Press. 2018  [2022-03-20]. ISBN 978-0822964636. （原始内容存档于2022-04-21）.
- Edgar, Adrienne Lynn. . Princeton University Press. 2004  [2022-03-20]. ISBN 978-0-691-12799-6. （原始内容存档于2022-04-21）.

- Tekke Bokhara：现代布哈拉地毯的历史和演变 Archive.today的存檔，存档日期2014-10-23